# Mark Turnbull
Mark Turnbull est un skipper australien né le 11 octobre 1973 à Hobart.

## Carrière
Mark Turnbull obtient une médaille d'or olympique de voile en classe 470 aux Jeux olympiques d'été de 2000 de Sydney.